# Betaherpesvirinae
Los Betaherpesvirinae son una subfamilia de virus ADN de vertebrados de la familia Herpesviridae, de crecimiento lento, con genoma de ADN grande, causan citomegalia con la peculiaridad de vivir en latencia den las glándulas salivales, riñones, macrófagos y linfocitos del hospedador, el cual por lo general son especies específicos. Entre las especies de betaherpesvirinae se encuentran patógenos animales:
Cricetid Herpesvirus 1
Herpesvirus Humano (beta) 5 (Citomegalovirus)
Herpesvirus Humano 6 (Roseolovirus o roseola)
Herpesvirus Humano 7
Herpesvirus Murino 1
Herpesvirus Porcino 2